# Custode dei tesori
Il custode dei tesori, anche custode dei due tesori, (lingua egizia Imy-r prwy ḥḏ) era un importante funzionario dell'Antico Egitto, presente dall'Antico al Nuovo Regno.  
Il titolo è attestato per la prima volta nella IV Dinastia.  Il titolo non era comune nel Medio Regno ma nel Nuovo Regno fu uno dei più importanti alla corte reale. Il "tesoro" era il luogo del palazzo reale dove venivano conservati i materiali preziosi, come gli oggetti di metallo, ma anche la biancheria. Pertanto, il sorvegliante delle tesorerie era fondamentalmente il responsabile dell'amministrazione delle risorse del paese. Il titolo è attestato anche in epoca tarda. La scrittura del titolo varia tra custode del tesoro (imy-r pr ḥḏ) e custode dei due tesori (imy-r prwy ḥḏ). Non è sempre chiaro se ciò si riferisca a funzioni diverse. 